# Finland op de Olympische Zomerspelen 1928
Finland nam deel aan de Olympische Zomerspelen 1928 in Amsterdam, Nederland. De 25 medailles waren goed voor de derde plaats in het medailleklassement.

## Medailleoverzicht
| Sport     | Olympiër           | Onderdeel                  | Medaille |
| --------- | ------------------ | -------------------------- | -------- |
| Atletiek  | Harri Larva        | 1500m (m)                  | Goud     |
| Atletiek  | Ville Ritola       | 5000m (m)                  | Goud     |
| Atletiek  | Paavo Nurmi        | 10000m (m)                 | Goud     |
| Atletiek  | Toivo Loukola      | 3000m steeplechase (m)     | Goud     |
| Atletiek  | Paavo Yrjölä       | tienkamp(m)                | Goud     |
| Worstelen | Kaarlo Mäkinen     | -57kg vrije stijl (m)      | Goud     |
| Worstelen | Arvo Haavisto      | -72kg vrije stijl (m)      | Goud     |
| Worstelen | Väino Kokkinen     | -75kg Grieks-Romeins (m)   | Goud     |
| Atletiek  | Paavo Nurmi        | 5000m (m)                  | Zilver   |
| Atletiek  | Ville Ritola       | 10000m (m)                 | Zilver   |
| Atletiek  | Paavo Nurmi        | 3000m steeplechase (m)     | Zilver   |
| Atletiek  | Antero Kivi        | discuswerpen (m)           | Zilver   |
| Atletiek  | Akilles Järvinen   | tienkamp(m)                | Zilver   |
| Worstelen | Aukusti Sihvola    | -61kg vrije stijl (m)      | Zilver   |
| Worstelen | Kustaa Pihlajamäki | +87kg vrije stijl (m)      | Zilver   |
| Worstelen | Hjalmar Nyström    | +82,5kg Grieks-Romeins (m) | Zilver   |
| Atletiek  | Eino Purje         | 1500m (m)                  | Brons    |
| Atletiek  | Ove Andersen       | 3000m steeplechase (m)     | Brons    |
| Atletiek  | Martti Marttelin   | marathon (m)               | Brons    |
| Atletiek  | Vilho Tuulos       | hink-stap-springen (m)     | Brons    |
| Turnen    | Heikki Savolainen  | paard voltige (m)          | Brons    |
| Worstelen | Eino Leino         | -66kg vrije stijl (m)      | Brons    |
| Worstelen | Edvard Vesterlund  | -67,5kg Grieks-Romeins (m) | Brons    |
| Worstelen | Onni Pellinen      | -82,5kg Grieks-Romeins (m) | Brons    |
| Zeilen    | Bertil Broman      | 12 voets jol (m)           | Brons    |

## Deelnemers en resultaten

### Atletiek
| Olympiër            | Onderdeel              | Resultaat | Prestatie                                                    |
| ------------------- | ---------------------- | --------- | ------------------------------------------------------------ |
| Risto Mattila       | 100m (m)               | series    | serie 14: 4de in 11,3                                        |
| Leo Helgas          | 1500m (m)              | series    | serie 6: 4de in 4.06,0                                       |
| Armas Kinnunen      | 1500m (m)              | series    | serie 2: 3de in 4.01,5                                       |
| Harri Larva         | 1500m (m)              | Goud      | serie 4: 2de in 4.02,0 finale: 1ste in 3.53,2                |
| Eino Purje          | 1500m (m)              | Brons     | serie 3: 1ste in 4.00,8 finale: 3de in 3.56,4                |
| Armas Kinnunen      | 5000m (m)              | 6e        | serie 2: 3de in 15.10,8 finale: 6de in 15.02,0               |
| Paavo Nurmi         | 5000m (m)              | Zilver    | serie 3: 4de in 15.08,0 finale: 2de in 14.40,0               |
| Eino Purje          | 5000m (m)              | DNF       | serie 1: 3de in 15.03,6 finale: niet gefinisht               |
| Ville Ritola        | 5000m (m)              | Goud      | serie 2: 2de in 15.10,8 finale: 1ste in 14.38,0              |
| Toivo Loukola       | 10000m (m)             | 7e        | 31.39,0                                                      |
| Kalle Matilainen    | 10000m (m)             | 8e        | 31.45,0                                                      |
| Paavo Nurmi         | 10000m (m)             | Goud      | 30.18,8 (OR)                                                 |
| Ville Ritola        | 10000m (m)             | Zilver    | 30.19,4                                                      |
| Bengt Sjöstedt      | 110m horden (m)        | 10e       | serie 7: 2de in 15,0 halve finale 2: 4de in 15,1             |
| Jukka Matilainen    | 400m horden (m)        | series    | serie 3: 3de in 56,7                                         |
| Erkka Wilén         | 400m horden (m)        | 8e        | serie 4: 2de in 56,5 halve finale 2: 5de in 54,5             |
| Ove Andersen        | 3000m steeplechase (m) | Brons     | serie 3: 2de finale: 3de in 9.35,6                           |
| Toivo Loukola       | 3000m steeplechase (m) | Goud      | serie 3: 1ste in 9.37,6 finale: 1ste in 9.21,8               |
| Paavo Nurmi         | 3000m steeplechase (m) | Zilver    | serie 2: 1ste in 9.58,8 finale: 2de in 9.31,2                |
| Ville Ritola        | 3000m steeplechase (m) | DNF       | serie 1: 1ste in 9.46,6 finale: niet gefinisht               |
| Yrjö Korholin-Koski | marathon (m)           | 7e        | 2:36.40                                                      |
| Ilmari Kuokka       | marathon (m)           | 24e       | 2:46.34                                                      |
| Verner Laaksonen    | marathon (m)           | 12e       | 2:41.35                                                      |
| Martti Marttelin    | marathon (m)           | Brons     | 2:35.02                                                      |
| Eino Rastas         | marathon (m)           | 14e       | 2:43.08                                                      |
| Väinö Sipilä        | marathon (m)           | 15e       | 2:43.08                                                      |
| Toimi Tulikoura     | verspringen (m)        | 18e       | kwalificatie groep 2: 4de met 6,91m                          |
| Ville Tuulos        | verspringen (m)        | 11e       | kwalificatie groep 4: 3de met 7,11m                          |
| Erkki Järvinen      | verspringen (m)        | 6e        | kwalificatie groep B: 3de met 14,68m finale: 6de met 14,65m  |
| Väinö Rainio        | verspringen (m)        | 11e       | kwalificatie groep B: 4de met 14,41m                         |
| Toimi Tulikoura     | verspringen (m)        | 5e        | kwalificatie groep A: 3de met 14,70m finale: 5de met 14,70m  |
| Ville Tuulos        | verspringen (m)        | Brons     | kwalificatie groep A: 2de met 14,73m finale: 3de met 15,11m  |
| Armas Wahlstedt     | hoogspringen (m)       | DNF       | kwalificatie groep B: geen geldige poging                    |
| Paavo Yrjölä        | hoogspringen (m)       | 19e       | kwalificatie groep D: 5de met 1,77m                          |
| Armas Wahlstedt     | kogelstoten (m)        | 5e        | kwalificatie groep A: 3de met 14,69m finale: 5de met 14,69m  |
| Paavo Yrjölä        | kogelstoten (m)        | 9e        | kwalificatie groep B: 5de met 14,01m                         |
| Eino Kenttä         | discuswerpen (m)       | 6e        | kwalificatie groep C: 2de met 44,17m finale: 6de met 44,17m  |
| Antero Kivi         | discuswerpen (m)       | Zilver    | kwalificatie groep A: 1ste met 45,79m finale: 2de met 47,23m |
| Heikki Taskinen     | discuswerpen (m)       | 11e       | kwalificatie groep D: 3de met 43,00m                         |
| Albert Lamppu       | speerwerpen (m)        | 9e        | kwalificatie groep B: 3de met 61,45m                         |
| Paavo Liettu        | speerwerpen (m)        | 4e        | kwalificatie groep C: 2de met 63,86m finale: 4de met 63,86m  |
| Eino Penttilä       | speerwerpen (m)        | 6e        | kwalificatie groep D: 2de met 63,20m finale: 6de met 63,20m  |
| Vilho Rinne         | speerwerpen (m)        | 11e       | kwalificatie groep A: 5de met 58,04m                         |
| Erik Eriksson       | kogelslingeren (m)     | 9e        | kwalificatie groep B: 2de met 46,22m                         |
| Akilles Järvinen    | tienkamp (m)           | Zilver    | 6645 punten                                                  |
| Martti Tolamo       | tienkamp (m)           | 16e       | 5736 punten                                                  |
| Armas Wahlstedt     | tienkamp (m)           | DNF       | niet gefinisht                                               |
| Paavo Yrjölä        | tienkamp (m)           | Goud      | 6587 punten (OR)                                             |

### Boksen
| Olympiër        | Onderdeel   | Resultaat | Prestatie                                                                                   |
| --------------- | ----------- | --------- | ------------------------------------------------------------------------------------------- |
| Kaarlo Väkevä   | -57,2kg (m) | 5e        | 1ste ronde: vrij 2de ronde: W van MEX Talan: punten kwartfinale: V van USA Devine: punten   |
| Valle Resko     | -61,2kg (m) | 17e       | 1ste ronde: V van ARG Bonfiglio: punten                                                     |
| Johan Hellström | -66,7kg (m) | 5e        | 1ste ronde: vrij 2de ronde: W van RSA Ellis: punten kwartfinale: V van FRA Galataud: punten |

### Moderne vijfkamp
| Olympiër       | Onderdeel | Resultaat | Prestatie |
| -------------- | --------- | --------- | --------- |
| Henrik Avellan | mannen    | 15e       | 83 punten |
| Lauri Kettunen | mannen    | 13e       | 81 punten |
| Tauno Lampola  | mannen    | 21e       | 89 punten |

### Paardensport
| Olympiër            | Onderdeel   | Resultaat | Prestatie      |
| Eventing            | Eventing    | Eventing  | Eventing       |
| ------------------- | ----------- | --------- | -------------- |
| Hans Olof von Essen | individueel | 4e        | 1924,64 punten |

### Schermen
| Olympiër          | Onderdeel  | Resultaat | Prestatie                         |
| ----------------- | ---------- | --------- | --------------------------------- |
| Torvald Appelroth | degen (m)  | 48e       | groep B: 9de met 2 overwinningen  |
| Lauri Kettunen    | degen (m)  | 48e       | groep F: 8ste met 2 overwinningen |
| Torvald Appelroth | floret (m) | 40e       | groep G: 6de met 1 overwinning    |

### Schoonspringen
| Olympiër      | Onderdeel     | Resultaat | Prestatie                                                  |
| ------------- | ------------- | --------- | ---------------------------------------------------------- |
| Kaarlo Väkevä | 10m toren (m) | 11e       | groep 3: 4de met 72,34 punten                              |
|               |               |           |                                                            |
| Greta Onnela  | 10m toren (v) | 5e        | groep 1: 3de met 28,00 punten finale: 5de met 26,00 punten |

### Turnen
| Olympiër | Onderdeel                | Resultaat | Prestatie       |
| --- | ------------------------ | --------- | --------------- |
| Heikki Savolainen | paard voltige (m)        | Brons     | 56,50 punten    |
| Mauri Nyberg-Noroma | meerkamp individueel (m) | 6e        | 243,750 punten  |
| Heikki Savolainen | meerkamp individueel (m) | 6e        | 243,750 punten  |
| Martti Uosikkinen | meerkamp individueel (m) | 23e       | 231,875 punten  |
| Jaakko Kunnas | meerkamp individueel (m) | 38e       | 217,500 punten  |
| Urho Korhonen | meerkamp individueel (m) | 46e       | 209,875 punten  |
| Rafael Ylönen | meerkamp individueel (m) | 61e       | 188,750 punten  |
| Kalervo Kinos | meerkamp individueel (m) | 62e       | 185,375 punten  |
| Birger Stenman | meerkamp individueel (m) | 66e       | 179,750 punten  |
| Mauri Nyberg-Noroma Heikki Savolainen Martti Uosikkinen Jaakko Kunnas Urho Korhonen Rafael Ylönen Kalervo Kinos Birger Stenman | meerkamp team (m)        | 5e        | 1609,250 punten |

### Wielersport
| Olympiër      | Onderdeel        | Resultaat | Prestatie |
| ------------- | ---------------- | --------- | --------- |
| Raul Hellberg | wegwedstrijd (m) | 10e       | 5:09.14   |

### Worstelen
| Olympiër            | Onderdeel   | Resultaat   | Prestatie |
| Vrije stijl         | Vrije stijl | Vrije stijl | Vrije stijl |
| ------------------- | ----------- | ----------- | --- |
| Kaarlo Mäkinen      | -56kg (m)   | Goud        | 1ste ronde: W van GBR Sansum halve finale: W van BEL Spapen finale: W van USA Hewitt                                                                                  |
| Kustaa Pihlajamäki  | -61kg (m)   | Zilver      | 1ste ronde: vrij kwartfinale: W van FRA Rottenfluc halve finale: V van USA Morrison zilveren finale: W van SUI Minder                                                 |
| Eino Leino          | -65kg (m)   | Brons       | 1ste ronde: W van GBR Mackenzie kwartfinale: V van FRA Pacôme bronzen finale: W van NOR Nilsen                                                                        |
| Arvo Haavisto       | -72kg (m)   | Goud        | 1ste ronde: vrij kwartfinale: W van AUS Morris halve finale: W van FRA Jourlin finale: W van USA Appleton                                                             |
| Vilho Pekkala       | -79kg (m)   | 7e          | 1ste ronde: vrij kwartfinale: W van FRA Deniel halve finale: V van USA Hammonds                                                                                       |
| Edil Rosenqvist     | -87kg (m)   | 5e          | 1ste ronde: V van USA edwards |
| Aukusti Sihvola     | +87kg (m)   | Zilver      | 1ste ronde: V van SWE Richthoff zilveren halve finale: W van USA George zilveren finale: W van FRA Dame                                                               |
| Grieks-Romeins      |             |             | |
| Anselm Ahlfors      | -58kg (m)   | 7e          | 1ste ronde: V van ITA Gozzi 2de ronde: W van BEL Mollin 3de ronde: W van FRA Aria 4de ronde: V van HUN Zombori                                                        |
| Aleksanteri Toivola | -62kg (m)   | 6e          | 1ste ronde: W van NED Nolten Jr 2de ronde: W van FRA Mollet 3de ronde: V van SWE Malmberg 4de ronde: V van GER Steinig                                                |
| Edvard Westerlund   | -67,5kg (m) | Brons       | 1ste ronde: W van ARG Barbieri 2de ronde: vrij 3de ronde: W van NOR Pedersen 4de ronde: V van HUN Keresztes 5de ronde: W van NED Massop 6de ronde: V van GER Sperling |
| Väinö Kokkinen      | -75kg (m)   | Goud        | 1ste ronde: vrij 2de ronde: W van SWE Johnsson 3de ronde: W van ARG Walzer 4de ronde: W van TCH Hala 5de ronde: W van HUN Papp 6de ronde: W van DEN Jacobsen          |
| Onni Pellinen       | -82,5kg (m) | Brons       | 1ste ronde: W van SWE Westergren 2de ronde: W van EST Pohla 3de ronde: W van LAT Petersons 4de ronde: W van HUN Szalay 5de ronde: V van EGY Moustafa                  |
| Hjalmar Nyström     | +82,5kg (m) | Zilver      | 1ste ronde: V van SWE Svensson 2de ronde: W van HUN Bado 3de ronde: W van AUT Wiesberger Sr. 4de ronde: W van TUR Çoban 5de ronde: vrij 6de ronde: W van GER Gehring  |

### Zeilen
| Olympiër      | Onderdeel    | Resultaat | Prestatie                     |
| ------------- | ------------ | --------- | ----------------------------- |
| Bertil Broman | 12 voets jol | Brons     | 14 punten: (1-2-10-1-3-9-2-6) |

### Zwemmen
| Olympiër      | Onderdeel           | Resultaat | Prestatie    |
| ------------- | ------------------- | --------- | ------------ |
| Disa Lindberg | 400m vrije slag (v) | series    | serie 3: 4de |

Argentinië · Australië · België · Brits-Indië · Bulgarije · Canada · Chili · Cuba · Denemarken · Duitsland · Egypte · Estland · Filipijnen · Finland · Frankrijk · Griekenland · Groot-Brittannië · Haïti · Hongarije · Ierland · Italië · Japan · Joegoslavië · Letland · Litouwen · Luxemburg · Malta · Mexico · Monaco · Nederland · Nieuw-Zeeland · Noorwegen · Oostenrijk · Panama · Polen · Portugal · Roemenië · Spanje · Tsjecho-Slowakije · Turkije · Uruguay · Verenigde Staten · Zuid-Afrika · Zuid-Rhodesië · Zweden · Zwitserland